# Râul Telcișor
Râul Telcișor este un curs de apă, afluent al râului Sălăuța. 